# 2月7日
2月7日是公历（平年）年的第38天，离一年的结束还有327天（闰年是328天）。

## 大事记

### 19世紀以前
- 457年：在东罗马帝国军事指挥官阿斯帕推举下，利奥一世加冕成为拜占庭皇帝。
- 1301年：英格兰国王爱德华一世将威尔斯亲王封号授予儿子爱德华二世，其后该头衔延用至今。
- 1313年：底哈都建立彬牙王国，宣称法理上继承了缅甸的蒲甘王国。
- 1365年：瑞典國王阿爾伯特賜予芬蘭第三古老城市烏爾維拉城鎮特許狀。
- 1497年：意大利道明会修士吉罗拉莫·萨佛纳罗拉在佛罗伦斯当众焚毁大量艺术品和书籍。
- 1783年：美国独立战争期间，法国与西班牙合力进行的直布罗陀包围战以失败告终。
- 1795年：美利坚合众国宪法第十一条修正案获得批准通过，并且推翻美国最高法院对奇泽姆诉佐治亚州案的判决结果。

### 19世紀
- 1807年：拿破仑一世率领的法兰西第一帝国军队和第四次反法同盟军队爆发埃劳战役。
- 1854年：瑞士政府通过了建立苏黎世联邦理工学院的法案。
- 1898年：德雷福斯事件中，法国自然主义文学家埃米尔·左拉被指控诽谤罪，起因为先前他在报纸刊登指责法国政府迫害犹太军官德雷福斯。

### 20世紀
- 1914年：中华民国财政部通过《国币条例》，将银圆定为全国统一货币。
- 1914年：英国喜剧演员查理·卓别林在电影《威尼斯儿童赛车》中首次饰演著名的「流浪汉」角色。
- 1923年：京汉铁路工人在铁路沿线发动的大罢工遭到北洋军阀的镇压，当日晚，江岸工会领袖林祥谦在江岸站上被杀害。
- 1939年：中国国民党成立国防最高委员会，蒋介石为委员长。
- 1940年：华特·迪士尼的第二部动画长篇电影《木偶奇遇记》上映。
- 1947年：东北人民解放军牡丹江军排长杨子荣活捉当地匪首“座山雕”张乐山。
- 1951年：朝鲜战争期间，韩国陆军于韩国山清郡、咸阳郡屠杀705名涉嫌通共的平民。
- 1955年：中华人民共和国全国人民代表大会常务委员会改志愿兵役制为义务兵役制。
- 1957年：中华人民共和国与锡兰建交。
- 1959年：《中苏经济合作协定》在蘇聯莫斯科签订。
- 1962年：美國政府宣布對古巴實施全面貿易禁運，成為現代實施時間最長的經濟制裁。
- 1964年：披頭四樂隊抵達紐約作美國全國巡迴演唱。
- 1974年：中美洲島國格瑞那達脫離英國，獨立建國。
- 1977年：在中国共产党中央委员会主席华国锋的授意下，《人民日报》发表社论，公开提出两个凡是。
- 1979年：運載2600多名越南船民的貨輪「天運號」駛入香港，在南丫島水域停泊。
- 1981年：日本政府确定本日为“北方领土日”。
- 1982年：国际奥委会医学委员会公布第一批禁止使用的兴奋剂名单。
- 1984年：美国宇航员布鲁斯·麦克坎德雷斯和罗伯特·斯图尔特完成人类首次不系绳的舱外活动。
- 1986年：海地总统让·克劳德·杜瓦利埃下台。
- 1991年：海地首位民选总统让-贝特朗·阿里斯蒂德宣誓就职
- 1992年：欧洲共同体12个国家在荷兰签订《马斯垂克条约》，决定建立欧洲联盟。
- 1996年：波兰总理约瑟夫·奥莱克西（英语：Józef Oleksy）因被指控为莫斯科间谍而辞职。
- 1997年：NeXT與蘋果公司合併，導致其公司老闆喬布斯回歸至蘋果公司並取代阿梅里奧。
- 1998年：第18屆冬季奧運會在日本長野開幕。
- 1999年：在侯赛因·本·塔拉勒逝世后，其儿子阿卜杜拉二世继任成为约旦哈希姆王国国王。

### 21世紀
- 2009年：馬達加斯加反對派領導人拉喬利納率領的反政府示威者在首都塔那那利佛遭到忠於總統拉瓦盧馬納納的安全部隊的開火，導致至少30人死亡。
- 2009年：澳洲維多利亞州發生一系列森林大火，是澳洲歷史上最慘重的森林大火。
- 2012年：在马尔代夫爆发警察叛变及持续数周的群众示威后，总统穆罕默德·纳希德宣布辞职。
- 2014年：第22屆冬季奧運在俄羅斯索契開幕[1]。
- 2014年：聯合國人權理事會的調查報告發現北韓有系統性而廣泛的侵犯人權行為。
- 2014年：研究人員宣布在英國諾福克郡發現黑斯堡足跡，這是非洲以外已知最古老的人類足印，距今已有80多萬年歷史。
- 2016年：朝鲜成功发射地球观测卫星光明星4号，因使用弹道导弹技术而遭受各国谴责。

## 出生
- 574年：圣德太子，日本飞鸟时代的政治改革家（621年逝世）
- 1102年：玛蒂尔达皇后，英格兰王位竞争者（1141年逝世）
- 1478年：，英國哲學家（1535年逝世）
- 1741年：约翰·亨利希·菲斯利，德裔英国画家（1825年逝世）
- 1766年：約瑟夫·弗朗茨·馮·雅坎，奧地利科學家（1839年逝世）
- 1801年：威廉·德·哈恩，荷蘭動物學家（1855年逝世）
- 1812年：查尔斯·狄更斯，英國作家（1870年逝世）
- 1824年：威廉·哈金斯，英國天文學家（1910年逝世）
- 1834年：廣澤真臣，日本明治時代政治人物（1871年逝世）
- 1834年：埃斯塔尼斯勞·德爾坎波，阿根廷作家、軍人（1880年逝世）
- 1837年：詹姆斯·穆雷，英國辭書學家，《牛津英語辭典》主編（1915年逝世）
- 1867年：蘿拉·英格斯·懷德，美国作家（1957年逝世）
- 1870年：阿爾弗雷德·阿德勒，奧地利心理學家（1937年逝世）
- 1871年：志賀潔，日本醫學家、細菌學家（1957年逝世）
- 1873年：托马斯·安德鲁斯，愛爾蘭商人、造船家，鐵達尼號罹難者 （1912年逝世）
- 1877年：戈弗雷·哈羅德·哈代，英国数学家（1947年逝世）
- 1883年：埃里克·坦普爾·貝爾，英國數學家、小說家（1960年逝世）
- 1885年：辛克莱·刘易斯，英國作家（1951年逝世）
- 1889年：哈里·奈奎斯特，瑞典裔美國物理學家（1976年逝世）
- 1905年：烏爾夫·馮·奧伊勒，瑞典生理學家、藥理學家，1970年諾貝爾生理學或醫學獎得主（1983年逝世）
- 1906年：溥仪，中国清朝末代皇帝（1967年逝世）
- 1906年：奥列格·安东诺夫，苏联飞机设计师（1984年逝世）
- 1910年：夏鼐，中国考古学家（1985年逝世）
- 1919年：德斯蒙德·多斯，美国陆军下士（2006年逝世）
- 1920年：王安，华裔美国电脑科学家（1990年逝世）
- 1926年：達尼老·斯德望·卡爾利克，阿根廷籍天主教司鐸級樞機（2025年逝世）
- 1929年：薩爾塔傑·阿齊茲，巴基斯坦政治人物和經濟學家
- 1932年：阿尔弗莱德·沃尔登，美国宇航员（2020年逝世）
- 1934年：穆爾塔扎·拉希莫夫，俄羅斯政治人物，曾任巴什科爾托斯坦共和國總統（2023年逝世）
- 1934年：金美齡，台灣獨立運動成員
- 1938年：佛朗哥·泰斯塔，義大利男子自由車運動員（2025年逝世）
- 1939年：哈爾莫科，印尼政治家（2021年逝世）
- 1940年：陈庆炎，新加坡政治人物，第7任新加坡总统
- 1941年：萊斯利·蘭波特，美國計算機科學家
- 1946年：皮特·波斯尔思韦特，英国演员（2011年逝世）
- 1947年：黃克林，台灣知名主持人、歌手
- 1949年：柳井正，日本企業家，UNIQLO創辦人
- 1954年：迪特·金特·波伦，德国歌手
- 1956年：史蒂夫·克勞斯，美國政治人物
- 1960年：詹姆斯·斯派德，美国演员
- 1965年：克里斯·洛克，美國喜劇演員、編劇、導演、監製
- 1966年：張世，台灣演員
- 1966年：陶君行，香港政界人物
- 1966年：黃寶慧，台灣媒體人
- 1967年：尼古拉·丘卡，羅馬尼亞政治人物，前任羅馬尼亞總理
- 1968年：張敏，香港女演員
- 1968年：詹慶齡，台灣主播、主持人
- 1968年：洪莉娜，韓國女演員
- 1970年：張宏艷，香港女主播
- 1971年：阿妮塔·崔，朝鲜裔俄罗斯歌手
- 1972年：閆學晶，中國女演員
- 1973年：園崎未惠，日本女性聲優
- 1973年：朱萬·霍華德，美國職業籃球運動員
- 1974年：Nujabes，日本唱片製作人、DJ、作曲家、編曲家、音樂製作人（2010年逝世）
- 1974年：史蒂夫·纳什，加拿大职业篮球运动员
- 1975年：陳俊傑，台灣網路紅人（2019年逝世）
- 1975年：金政基，韓國漫畫家、插畫家、藝術家（2022年逝世）
- 1975年：劉綽琪，香港電視節目主持人、演員
- 1978年：艾希頓·庫奇，美國男演員、製片人、模特兒、企業投資家
- 1979年：小雪，香港歌手、演員
- 1980年：李貞賢，韓國女演員
- 1981年：高志綱，臺灣職業棒球運動員、教練
- 1982年：向井理，日本男演員
- 1983年：克里斯蒂安·克莱恩，奧地利一級方程式賽車運動員
- 1985年：黛博拉·安·霍爾，美國女演員
- 1986年：孔連順，中國男演員
- 1988年：加護亞依，日本女歌手，前早安少女組成員
- 1988年：李準，韓國男歌手、演員
- 1990年：華晨宇，中國男歌手
- 1990年：Jacksepticeye，愛爾蘭YouTuber
- 1990年：詹盧卡·拉帕杜拉，秘魯足球運動員
- 1991年：前山剛久，日本男演員
- 1992年：矢島舞美，日本女性組合℃-ute隊長
- 1993年：斯里坎特·基達姆比，印度羽球選手
- 1994年：楊宝貝，馬來西亞YouTuber
- 1994年：金振煥，韓國男子偶像團體iKON成員
- 1995年：何紫慧，香港女歌手
- 1995年：曹緣，中國跳水運動員
- 1996年：伊波杏樹，日本女性聲優
- 1996年：萩原舞，日本女性組合℃-ute成員
- 1996年：皮埃爾·蓋斯利，法國一級方程式賽車車手
- 1996年：阿米爾·納斯爾·阿扎達尼，伊朗職業足球運動員
- 1997年：朴昭英，韓國女演員
- 1998年：王淨，台灣女藝人、女作家
- 1998年：金佳恩，韓國女子羽球運動員
- 1999年：奧馬爾·馬爾穆什，埃及職業足球運動員
- 2000年：奧馬爾·索勒，法國職業足球運動員
- 2001年：娜夫巴霍尔·哈米多娃，烏茲別克女子拳擊運動員
- 2002年：紅林弘太郎，日本職業棒球運動員
- 2003年：阿莉切·達馬托，義大利女子競技體操運動員
- 2004年：YUMA，日本男團&TEAM成員
- 2005年：阿瑟·費爾梅倫，比利時職業足球運動員

## 逝世
- 199年：呂布，三國時期名將（生年不詳）
- 318年：晉愍帝司馬鄴，西晉的第四任也是最後一任皇帝（300年出生）
- 717年：巨勢麻呂，日本奈良時代貴族（生年不詳）
- 1045年：後朱雀天皇，日本第69代天皇（1009年出生）
- 1652年：葛利高里歐·阿雷格里，義大利羅馬樂派音樂家（1582年出生）
- 1799年：愛新覺羅弘曆，清朝乾隆皇帝（1711年出生）
- 1823年：安·拉德克利夫，英國作家（1764年出生）
- 1862年：普罗斯珀·梅尼埃，法国医学家（1799年出生）
- 1878年：真福教宗庇護九世，羅馬主教（1792年出生）
- 1885年：岩崎彌太郎，日本企業家，三菱財閥奠基者（1835年出生）
- 1896年：威廉·海登·英格利希，美國政治人物，曾任印第安納州聯邦眾議員（1822年出生）
- 1923年：林祥谦，京汉铁路总工会江岸分工会委员长，京汉铁路江岸机厂钳工，二七大罢工工人领袖（1892年出生）
- 1931年：左联五烈士
  - 柔石，中國作家（1902年出生）
  - 胡也频，中國作家（1903年出生）
  - 李伟森，中國作家（1903年出生）
  - 冯铿，中國作家（1907年出生）
  - 殷夫，中國作家（1909年出生）
- 1937年：馬克斯·卡爾·威廉·韋伯，德國-荷蘭動物學家、生物地理學家、探險家（1852年出生）
- 1940年：木村匡，日本政治人物、教育家、實業家、銀行家（1860年出生）
- 1944年：马本斋，八路军将领（1902年出生）
- 1965年：鐸爾孟，法國漢學家，《紅樓夢》法文全譯本審校者（1881年出生）
- 1965年：李海泉，香港粵劇演員，李小龍之父（1901年出生）
- 1969年：漢斯·拉德馬赫，德裔美國數學家（1892年出生）
- 1974年：竺可桢，中國地理学家（1890年出生）
- 1977年：奧斯卡·克萊因，瑞典物理學家（1894年出生）
- 1979年：約瑟夫·門格勒，德國納粹黨衛隊軍官、醫生（1911年出生）
- 1979年：崔嵬，中國電影導演、演員（1912年出生）
- 1979年：蘇振華，中國共產黨中央政治局委員、中國人民解放軍上將（1912年出生）
- 1981年：杜君慧，中國婦女運動先驅（1904年出生）
- 1990年：艾倫·佩利，美國計算機科學家（1922年出生）
- 1999年：胡笙·賓·塔拉勒，约旦国王（1935年出生）
- 2000年：新山志保，日本女性聲優（1970年出生）
- 2003年：安德烈·科林巴，中非政治人物，第4任中非共和國總統（1936年出生）
- 2007年：陳煒恆，澳門文化界人士（1962年出生）
- 2010年：茱蒂絲·卡納庫澤，盧安達政治人物、婦女權利活動家（1959年出生）
- 2011年：陳蕉琴，香港女性企業家和慈善家（1915年出生）
- 2013年：李可，中國著名中醫學家（1930年出生）[2][3]
- 2018年：約翰·佩里·巴洛，美國詩人、評論家、作詞家（1947年出生）
- 2020年：高秀貞，韓國女演員（1995年出生）
- 2020年：李文亮，中國眼科醫生，2019冠状病毒病疫情的“疫情吹哨人”（1986年出生）
- 2024年：茱蒂絲·卡納庫澤，盧安達政治人物、婦女權利活動家

## 节假日和习俗
- 緬甸：掸邦节
- 格瑞那達：獨立日
- 日本：
  - 北方領土日
  - 鯽魚之日